# 一串珍珠
《一串珍珠》（初定名：《風塵白眼》）是1925年攝製、1926年公映的中国无声电影，改编自莫泊桑的小说《项链》。编剧侯曜，导演李泽源，长城画片公司制作。

## 历史
該片用自製造的特别燈光攝製，佈景也十分新穎。

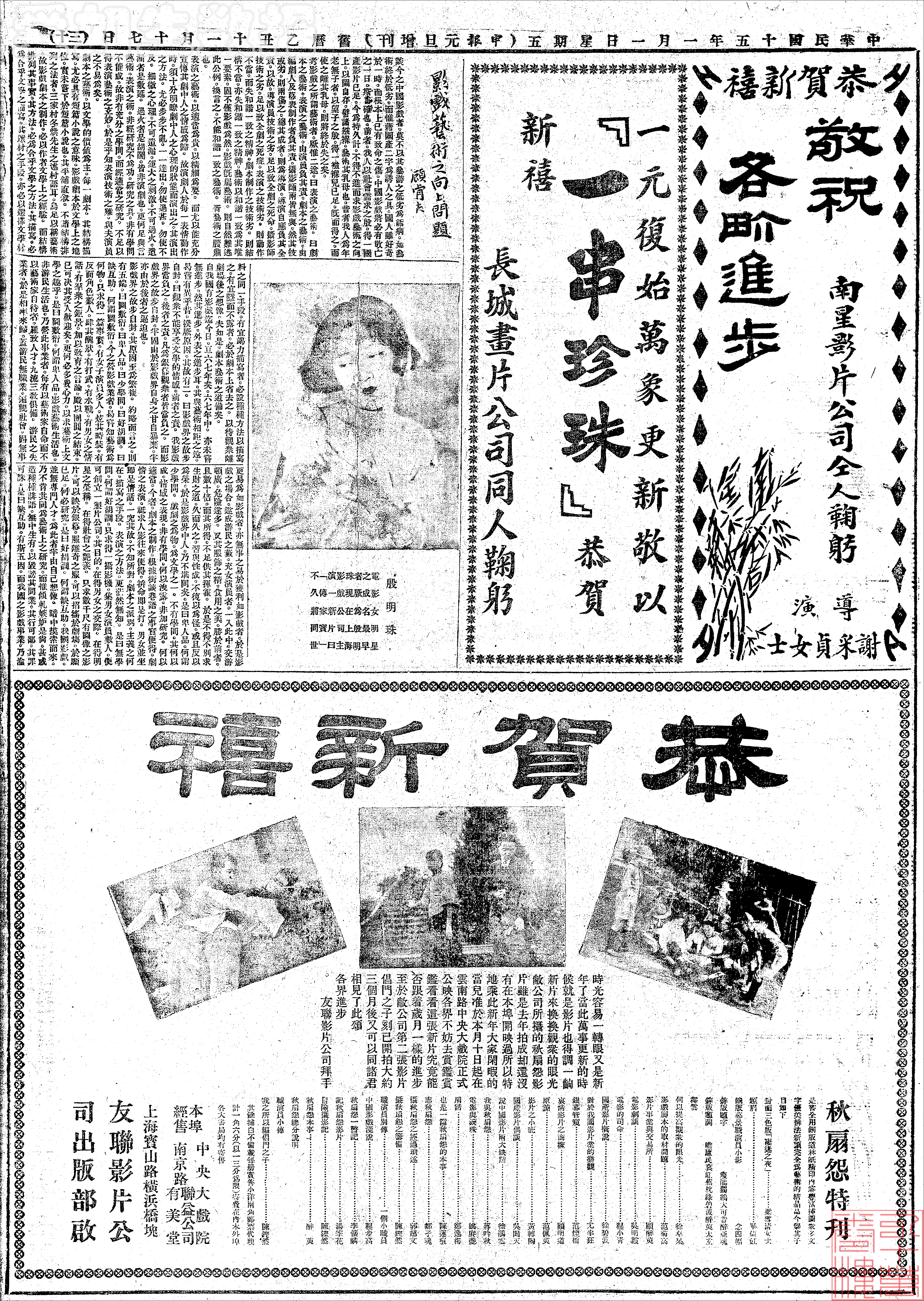
1926年1月1日《申报》广告

1926年1月1日，長城畫片公司在《申报》刊登广告，敬以「一串珍珠」恭賀新禧。

## 思想
编剧侯曜自述道：本片的思想是攻击虚荣、提倡忏悔。他说：“什么是高尚的思想？什么是卑劣的思想？本没有一定的标准。思想是时代的产物，一时代有一时代的思想，某种思想适合这个时代的需要，而能给当时的社会最大的实用的这种思想就是善，否则便是恶。”
中央大戲院在宣传本片时陈述如下：
上海爲中國繁華之區。亦萬惡萃薈之數。居民習尙奢靡。紙醉金迷。胡天無底。持志不堅之少年。咸爲虚榮所誘感。尤以婦女爲最。小家碧玉。爲虚榮心衝動而失身者。不知凡幾。長城影片公司有鑒於此。特攝製一警惕婦女虚榮心之電影。定名。『一串珍珠』。以珍珠引出男女交際中之危險。亦以珍珠表示夫婦愛情之濃厚。終以珍珠揭破婦女之虚榮心。

## 情节
福民人寿保险公司的会计王玉生（雷夏电饰）的妻子秀珍（刘汉钧饰）要参加朋友傅美仙（翟绮绮饰）的元宵节聚会，没有首饰不好意思去赴会。王玉生从珠宝商朋友周全（邢少梅饰）借来一串委托修理的珍珠项链。元宵节聚会中，秀珍向美仙炫耀了这件首饰，美仙十分喜爱，马如龙（刘继群饰）看在眼里。
夜间，有人偷走了珍珠项链。无法交还，在尝试借钱失败后，王玉生挪用公款购买项链归还了原主。总理黄国光（黄志怀饰）发现后坚持法办，王玉生入狱，秀珍搬到破屋住，以缝衣服为生。出狱后，世态炎凉亲友不管介绍工作，最后在振华纱厂做工人。
一日，王玉生发现了马如龙掉下的纸条，跟上前去，发现张怀仁（蔡毓飞饰）不断以秘密威胁马如龙，二人发生口角，王玉生冲上去救了马如龙，并送进医院。傅美仙已是马如龙的妻子，她和秀珍都来看马如龙。四人在场的情况下，马如龙说出了实情：当初自己买通张怀仁偷窃珍珠项链赠予傅美仙。忏悔并将振华纱厂的会计职位让给了王玉生，美仙为秀珍赎回故居后，这场因一换珍珠而起的风波就此告终了。

## 部分字幕
- 世界更无宝贵的物，比一个美满的家庭。
- 眼泪虽不能从电线上流过去，哭声却可以由听筒里传出来。
- 有钱是亲戚，无钱不相识。[8]

## 影展
- 1982年，法国，中国电影概貌展[9]
- 1992年，日本，中国电影回顾展[10]

## 评论
康士塔回忆道，“我还记得此片公映时．观众挤拥得很厉害，因为剧中的情节，描写得很深刻动人”。他认为：“《一串珍珠》在国片的地位仍未消失。无疑地，片中的情节既然是从名著中改编而成的，自然是比那些浅薄枯燥专以迎合低级趣味为能事的神怪片和武侠片来得动人了! ”
袁庆丰将本片归类为中国早期电影最初形态的旧市民电影，认为本影片与同时代的电影一样反映了中上层人士的生活，“迂腐”地用女子的虚荣心推动情节发展，善恶分明抢占道德制高点。他认为：影片屏蔽了原著的思想深度，消除了悲剧意义，以本土模式改造外来文化上是失败的，但是在技术拓展、艺术表现上是成功的。